# Asociación Nacional (Corea del Sur)
La Asociación Nacional fue un partido político de Corea del Sur.

## Historia
Syngman Rhee fundó el Comité Central para la Rápida Realización de la Independencia de Corea en octubre de 1945, poco después de regresar del exilio. Como resultado de la oposición generalizada a la Conferencia de Moscú, el comité ganó el apoyo de los líderes del gobierno provisional y de varios partidos políticos, incluyendo el Partido Democrático Coreano, el Partido de la Independencia de Corea y una facción del Partido Comunista de Corea.
La facción del Partido Comunista posteriormente retiró su apoyo, pero los demás formaron la Asociación Nacional para la Rápida Realización de la Independencia de Corea (en coreano: 대한독립촉성국민회, Daehan Doglib Chogseong Gugminhoe, NARKKI) el 8 de febrero de 1946. El nuevo partido se opuso al cambio propuesto, pero cuando Rhee hizo el llamado a elecciones separadas en Corea del Sur el presidente Kim Koo y otros dejaron el partido. En las elecciones de 1948 ganó 55 de los 200 escaños, surgiendo como el principal partido.
El partido fue subsecuentemente renombrado la Asociación Nacional. En las elecciones legislativas de 1950 su representación en la Asamblea Nacional de Corea del Sur se redujo a 14 escaños, quedando en tercer lugar detrás del Partido Nacionalista Democrático y el Partido Nacionalista de Corea.
En 1951 Rhee fundó el Partido Liberal. Aunque la Asociación Nacional continuó existiendo hasta el fin de su presidencia en 1960. Ganó 3 escaños en las elecciones legislativas de 1954 pero perdió su representación parlamentaria en las de 1958 y se disolvió posteriormente.